# Колмурано
Колмурано (итал. Colmurano) насеље је у Италији у округу Мачерата, региону Марке.
Према процени из 2011. у насељу је живело 579 становника. Насеље се налази на надморској висини од 406 м.

## Становништво
| 1936. | 1951. | 1961. | 1971. | 1981. | 1991. | 2001. | 2011. |
| ----- | ----- | ----- | ----- | ----- | ----- | ----- | ----- |
| 1.775 | 1.822 | 1.586 | 1.354 | 1.310 | 1.259 | 1.221 | 1.278 |